# Tardos-függvény
A matematika, azon belül a gráfelmélet és a kombinatorikus bonyolultság területén az 1988-ban Tardos Éva által bevezetett Tardos-függvény a következő tulajdonságokkal rendelkező gráfinvariáns:
- A gráf komplementerének Lovász-számához hasonlóan a Tardos-függvény értéke is a gráf klikkszáma és kromatikus száma között van. Mindkét érték kiszámítása NP-nehéz feladat.
- A Tardos-függvény monoton, abban az értelemben, hogy egy gráfhoz éleket hozzáadva a Tardos-függvényérték növekszik vagy állandó marad, de sohasem csökken.
- A Tardos-függvény értéke polinom időben meghatározható.
- A Tardos-függvényt kiszámító bármely monoton áramkörnek (csak ÉS és VAGY kapukat tartalmazó áramkörnek) exponenciális méretűnek kell lennie.

A függvényérték meghatározásához Tardos a (Grötschel, Lovász & Schrijver 1981) által megadott ellipszoid-módszerre épülő polinomiális approximációs sémával közelíti a Lovász-számot. A komplementer gráf Lovász-számának approximációja után a legközelebbi egész számra kerekítés nem feltétlenül eredményezne monoton függvényt. A monotonitás elérése céljából Tardos az approximációt {\displaystyle 1/n^{2}} additív hibával végzi, majd {\displaystyle m/n^{2}}-et ad az eredményhez, és így kerekít a legközelebbi egészhez. A képletben {\displaystyle m} a gráf éleinek, {\displaystyle n} a csúcsainak számát jelöli.
A Tardos-függvény megalkotásának motivációja annak megmutatása volt, hogy a monoton Boole-áramkörök és a tetszőleges logikai kapukat használó Boole-áramkörök lehetőségei között exponenciális szakadék húzódik.
Alekszandr Razborov egy eredményének segítségével korábban megmutatták, hogy a klikkszám meghatározásához exponenciálisan nagy monoton Boole-áramkörökre van szükség – ugyanebből az eredményből kiindulva az is belátható, hogy a Tardos-függvény kiszámításához is exponenciális méretű monoton áramkörökre van szükség, annak ellenére, hogy nem monoton áramkörből polinom méretű is elegendő lenne. Később ez a függvény szolgált a Norbert Blum által 2017-ben adott P ≠ NP bizonyítással szembeni ellenpéldául.

## Fordítás
- Ez a szócikk részben vagy egészben a Tardos function című angol Wikipédia-szócikk ezen változatának fordításán alapul.  Az eredeti cikk szerkesztőit annak laptörténete sorolja fel. Ez a jelzés csupán a megfogalmazás eredetét és a szerzői jogokat jelzi, nem szolgál a cikkben szereplő információk forrásmegjelöléseként.